# Vuelo 387 de Cebu Pacific
El vuelo 387 de Cebu Pacific era un vuelo nacional filipino del aeropuerto Internacional Ninoy Aquino de Manila al aeropuerto de Lumbia en Cagayán de Oro City en Mindanao. El 2 de febrero de 1998, un McDonnell Douglas DC-9-32, de 31 años, se estrelló en las laderas del monte Sumagaya en la ciudad de Gingoog, Misamis Oriental. El incidente provocó la muerte de los 104 pasajeros y la tripulación a bordo del avión.

## Accidente

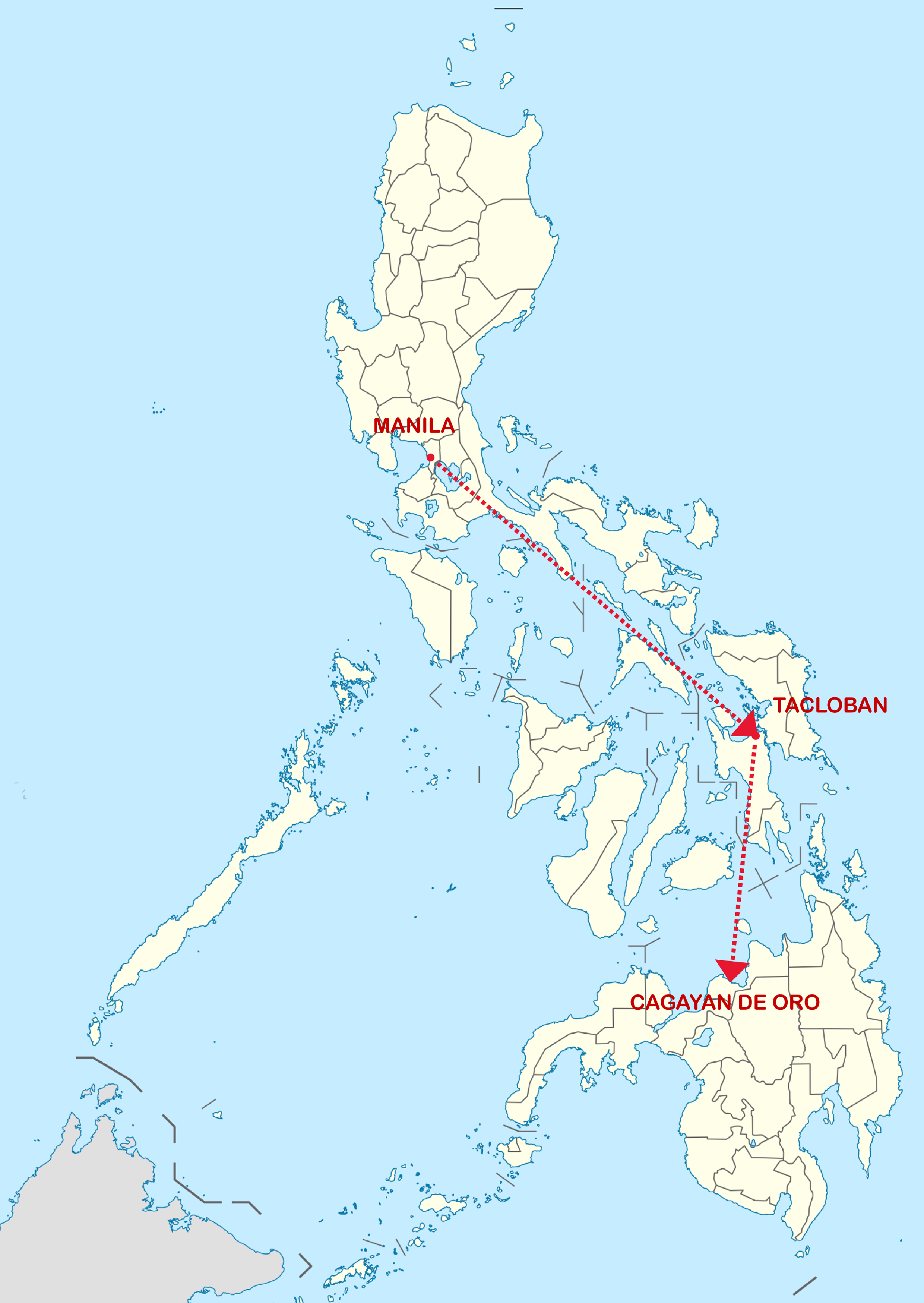
Ruta de vuelo del Cebu Pacific 387, 2 de febrero de 1998.

El avión salió de Manila a la 01:00 GMT y estaba programado para llegar a las 03:03 GMT en Cagayán de Oro. El avión hizo una escala en Tacloban a las 02:20 GMT, aunque las fuentes difieren sobre si fue una escala programada o no programada. Según una fuente, el vuelo hizo una escala no programada en Tacloban para entregar un neumático de avión necesario para otro avión de Cebu Pacific en Tacloban. El último contacto fue 15 minutos antes del aterrizaje del avión, con el ATC del aeropuerto. En esa transmisión, el piloto dijo que estaba a 68 kilómetros (42 millas; 37 millas náuticas) del aeropuerto y estaba comenzando a descender. No hubo indicios de que el avión estuviera en problemas. El avión se estrelló a 45 kilómetros (28 millas; 24 millas náuticas) del aeropuerto.

## Aeronave
La aeronave involucrada en el accidente era un McDonnell Douglas DC-9 (número de registro RP-C1507) y fue entregada a Air Canada en septiembre de 1967 antes de ser adquirida por Cebu Pacific en marzo de 1997.

## Pasajeros y tripulación
El avión transportaba a cinco miembros de la tripulación y 94 pasajeros filipinos, incluidos cinco niños. Cinco pasajeros procedían de Australia, Austria, Japón, Suiza y Canadá. Además, un cirujano en misión médica era de Estados Unidos.

## Investigación
La causa del accidente sigue siendo motivo de controversia en Filipinas. El coronel Jacinto Ligot era el jefe del equipo de rescate de la Fuerza Aérea de Filipinas , que enfrentó dificultades debido a los profundos barrancos y la densa vegetación en las laderas de la montaña. Los pilotos volaban visualmente, no instrumentalmente, cuando el avión desapareció del radar. Si bien el cielo estaba despejado en el aeropuerto, las montañas pueden haber estado cubiertas por niebla. El jefe de Estado Mayor, el general Clemente Mariano, especuló que el avión "casi despejó la cima de la montaña, pero pudo haber sufrido una corriente descendente , lo que provocó que se estrellara contra la montaña". Jesús Dureza, el gerente de crisis durante las operaciones de rescate y recuperación, dijo que descubrió que los mapas de la Oficina de Transporte Aéreo utilizados por los pilotos enumeraban la elevación del monte. Sumagaya a 5,000 pies sobre el nivel del mar, mientras que la montaña en realidad está a 6,000 pies sobre el nivel del mar. Este error podría haber inducido a error a los pilotos a creer que estaban despejados del terreno, cuando en realidad volaban peligrosamente bajo. La ATO, por su parte, señaló en su informe oficial deficiencias en la formación de los pilotos.

## Nacionalidad de los fallecidos
| Nacionalidad   | Pasajeros | Tripulación | Total |
| -------------- | --------- | ----------- | ----- |
| Filipinas      | 94        | 5           | 99    |
| Australia      | 1         | -           | 1     |
| Austria        | 1         | -           | 1     |
| Japón          | 1         | -           | 1     |
| Canadá         | 1         | -           | 1     |
| Estados Unidos | 1         | -           | 1     |
| Total          | 99        | 5           | 104   |